# Qatarí ibn al-Fujaa
Qatarí ibn al-Fujaa fou el quart cap o imam dels kharigites azraquites. Era d'ètnia lur, poeta i un orador excepcional que sabia convèncer els que l'escoltaven.
Va agafar la direcció del moviment a la mort de Zubayr ibn al-Mahuz en un combat a Esfahan (687/688). Va saber reorganitzar amb eficàcia les forces azraquites, i al cap d'un temps va tenir prou força com per ocupar Ahwaz i tornar cap a l'Iraq, en direcció a Bàssora. La ciutat estava llavors governada per Mússab ibn az-Zubayr, que va cridar per fer front al perill al general al-Muhàl·lab ibn Abi-Sufra, vencedor a la primera campanya contra els azraquites, que ara era a Mossul on havia estat nomenat governador.
Al-Muhàl·lab va tornar, però aquesta vegada la campanya fou complicada. Qatarí el va saber tenir en escac i es va poder mantenir a la riba esquerra del riu Dudjayl, especialment després que el 690 Mússab ibn az-Zubayr fos derrotat a Maskin per les forces del califa omeia Abd-al-Màlik ibn Marwan (685–705) i fos fet presoner.
El 694 va agafar el govern d'Iraq al-Hajjaj ibn Yússuf, que havia pacificat l'Aràbia occidental, però la situació no va canviar. Al-Muhàl·lab fou confirmat en el comandament de les operacions i va rebre ordes d'iniciar una ofensiva. La campanya fou lenta, plena de gran nombre de petits combats, però que en general van aconseguir arraconar als azraquites cada vegada més lluny; van abandonar la zona del riu Dudjayl cap a Kazarun i després van haver d'abandonar Fars cap al Kirman on es van establir a Djiraft, que fou el seu quarter durant uns tres anys. Les divisions que van esclatar entre àrabs i mawalis van obligar a Katari a fugir cap al Tabaristan amb els seus seguidors, mentre els mawali van prendre el control de Djiraft dirigits per Abd-Rabbih al-Kabir.
El general kalbita Sufyan ibn al-Àbrad, actuant en cooperació amb el governador del Tabaristan, va empaitar en Katari, el va trobar a les muntanyes i el va derrotar de manera decisiva; Katari va caure de cavall i fou abandonat pels seus; localitzat per un natiu que el va denunciar als perseguidors, fou executat al lloc (698/699); el seu cap fou portat a Damasc. Els seus seguidors es van refugiar a Sadhawwar, al Kumis, dirigits per Abida ibn Hilal al-Yaixkurí; foren assetjats durant mesos fins que van esgotar el menjar, i van fer una sortida desesperada, sent exterminats.